# Babesia
Babesia (sinónimo Nuttallia) es un género de protistas parásitos que causan la enfermedad de la babesiosis en animales y seres humanos. El parásito es transmitido por garrapatas y ataca a los glóbulos rojos de la sangre.

## Historia
El protozoo responsable de la fiebre de Texas en el ganado fue primero identificado en 1888 por el biólogo rumano Victor Babeş, en honor del cual se denominan el género del microorganismo y la enfermedad que causa. El primer caso documentado en humanos no se produjo hasta 1957 en la antigua Yugoslavia. Entre 1982 y 2001 se ha informado de 200 casos de Babesia microti en los  EE. UU.

## Especies
Aunque se han descrito más de 100 especies, solo unas pocas causan infecciones a los humanos. La mayoría de los casos identificados en humanos son causados por B. microti (denominado a veces Theileria microti) y B. divergens. En animales, B. canis, B. bigemina y B. bovis causan una forma particularmente grave de la enfermedad, incluyendo una anemia severa. B. duncani (o Babesia WA-1) ha mostrado una alta virulencia en hamsters y puede causar trastornos sintomáticos en humanos. Es filogenéticamente similar a B. equi y al patógeno canino B. gibsoni.

## Ciclo vital
El ciclo vital de B. microti envuelve dos huéspedes, usualmente un roedor y una garrapata. La explicación puede seguirse en la figura de abajo.
- Etapas en el roedor (ciclo A derecha en la figura). Los esporozoitos se introducen en el flujo sanguíneo del roedor mediante una picadura de la garrapata (1). Los esporozoitos entran en los eritrocitos, convirtiéndose en trofozoitos. Comienza una etapa de reproducción asexual (gemación) que libera en la sangre merozoitos, la mayoría de los cuales infectan nuevos eritrocitos (2). En la sangre, algunos merozoitos se diferencian en gametos masculinos y femeninos, aunque estos no pueden diferenciarse al microscopio óptico (3).

- Etapas en la garrapata (ciclo A izquierda). Cuando una garrapata pica a un roedor infectado, los gametos se fusionan en el intestino de la garrapata dando lugar a un zigoto. Los zigotos, a su vez, se convierten en oocinetos móviles que entran en las glándulas salivares de la garrapata (5). Comienza un ciclo de esporogonia que da como resultado nuevos esporozoitos, que pueden volver a ser inyectados en un roedor por la picadura de la garrapata.

- Etapas en el humano (ciclo B). Los seres humanos entran en el ciclo cuando son picados por garrapatas infectadas. A través de la picadura se introducen esporozoitos en la sangre (6). Al igual que en el roedor, los esporozoitos entran en los eritrocitos convirtiéndose en trofozoitos y mediante gemación se forman los merozoitos (7). La multiplicación en la sangre es la responsable de los síntomas clínicos de la enfermedad. Los seres humanos son, a efectos prácticos, un callejón sin salida para el parásito, pues la probabilidad de que una misma persona vuelva a ser picada por otra garrapata es muy pequeña. Sin embargo, podría producirse una transmisión persona a persona a través de una transfusión de sangre (8).

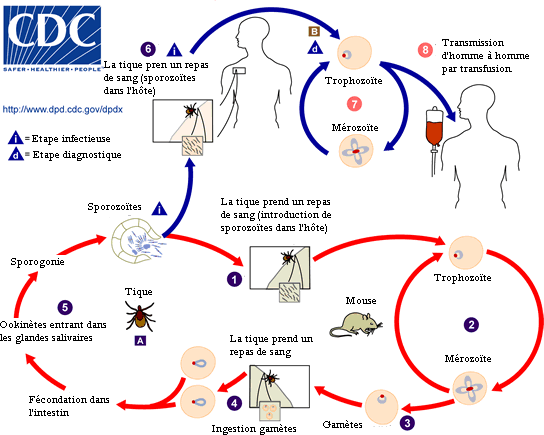
Ciclo de vida de Babesia.